# Primetime Creative Arts Emmy Awards 2016
La cerimonia della 68ª edizione dei Primetime Creative Arts Emmy Awards (68th Primetime Creative Arts Emmy Awards) si è tenuta per la prima volta nel corso di due serate il 10 e l'11 settembre 2016 presso il Microsoft Theater di Los Angeles.
Tra gli artisti che hanno annunciato i vincitori sono presenti: Tichina Arnold, Mel B, Rachel Bloom, Reg E. Cathey, Linda Ellerbee, Joanne Froggatt, Chris Hardwick, Allison Janney, Ken Jeong, Michael Kelly, Margo Martindale, Laurie Metcalf, Martin Mull, Bob Newhart, Carrie Preston, Rhea Seehorn, Peter Scolari e Bradley Whitford durante la prima serata; Michelle Ang, RuPaul Charles, Rob Corddry, Morgan Freeman, Seth Green, Lori Greiner, Tim Gunn, Erinn Hayes, Marilu Henner, Robert Herjavec, Derek Hough, Julianne Hough, Vanessa Hudgens, Carrie Ann Inaba, Carly Rae Jepsen, Heidi Klum, Jane Lynch, Katharine McPhee, Bethany Mota, Oscar Nuñez, Tyler Oakley, Chris Parnell, Ryan Seacrest, Gloria Steinem e Neil deGrasse Tyson durante la seconda serata.
Le candidature erano state annunciate il 14 luglio 2016. Segue la lista completa delle categorie con i rispettivi candidati.

## Primetime Creative Arts Emmy Awards
I vincitori sono indicati in cima all'elenco di ciascuna categoria, seguiti dal resto degli artisti o programmi nominati. I vincitori nelle categorie in cui si sono verificati ex aequo sono contrassegnati dal simbolo ..

### Programmi televisivi

#### Miglior programma d'animazione
- Archer, per l'episodio L'agenzia Figgis, distribuito da FX
  - Bob's Burgers, per l'episodio The Horse Rider-er, distribuito dalla Fox
  - Phineas e Ferb, per l'episodio Ultimo giorno d'estate, distribuito da Disney XD
  - I Simpson, per l'episodio Halloween of Horror, distribuito dalla Fox
  - South Park, per l'episodio Critici da strapazzo, distribuito da Comedy Central

#### Miglior programma per bambini
- It's Your 50th Christmas, Charlie Brown!, distribuito dalla ABC
  - Dog with a Blog, distribuito da Disney Channel
  - Girl Meets World, distribuito da Disney Channel
  - Nick News With Linda Ellerbee: Hello, I Must Be Going! 25 Years Of Nick News With Linda Ellerbee, distribuito da Nickelodeon
  - School of Rock, distribuito da Nickelodeon

#### Miglior speciale varietà
- The Late Late Show Carpool Karaoke Prime Time Special, distribuito dalla CBS
  - Adele Live in New York City, distribuito dalla NBC
  - Amy Schumer: Live at the Apollo, distribuito dalla HBO
  - Lemonade, distribuito dalla HBO
  - The Kennedy Center Honors, distribuito dalla CBS

#### Miglior reality strutturato
- Shark Tank, distribuito dalla ABC
  - Antiques Roadshow, distribuito da PBS
  - Diners, Drive-Ins and Dives, distribuito da Food Network
  - Lip Sync Battle, distribuito da Spike TV
  - MythBusters, distribuito da Discovery Channel
  - Undercover Boss, distribuito dalla CBS

#### Miglior reality non strutturato
- Born This Way, distribuito da A&E
  - Deadliest Catch, distribuito da Discovery Channel
  - Gaycation, distribuito da Viceland
  - Intervention, distribuito da A&E
  - Project Greenlight, distribuito da HBO
  - United Shades of America, distribuito dalla CNN

#### Miglior documentario o programma non-fiction
- Making a Murderer, distribuito da Netflix
  - American Masters, distribuito dalla PBS
  - Chef's Table, distribuito da Netflix
  - The Seventies, distribuito dalla CNN
  - Woman with Gloria Steinem, distribuito da Viceland

#### Miglior speciale documentario o non-fiction
- What Happened, Miss Simone?, distribuito da Netflix
  - Becoming Mike Nichols, distribuito dalla HBO
  - Everything Is Copy - Nora Ephron: Scripted & Unscripted, distribuito dalla HBO
  - Listen to Me Marlon, distribuito da Showtime
  - Mapplethorpe: Look at the Pictures, distribuito dalla HBO

#### Miglior programma o speciale divulgativo
- Anthony Bourdain: Parts Unknown, distribuito dalla CNN
  - Inside the Actors Studio, distribuito da Bravo
  - StarTalk with Neil deGrasse Tyson, distribuito da National Geographic Channel
  - The Story of God with Morgan Freeman, distribuito da National Geographic Channel
  - Vice, distribuito dalla HBO

#### Miglior programma - categoria speciale
- Grease: Live, distribuito dalla Fox
  - Cerimonia dei Golden Globe 2016, distribuita da NBC
  - Cerimonia dei premi Oscar 2016, distribuita dalla ABC
  - Cerimonia dei Tony Award 2015, distribuita dalla CBS
  - Spettacolo di metà gara del Super Bowl 50

#### Miglior corto commedia o drammatico
- Childrens Hospital, distribuito da Adult Swim
  - Fear the Walking Dead: Flight 462, distribuito da AMC
  - Hack Into Broad City, distribuito su ComedyCentral.com
  - Her Story, distribuito su YouTube
  - Unreal the Auditions, distribuito da Lifetime

#### Miglior corto varietà
- Park Bench with Steve Buscemi, distribuito da AOL
  - Epic Rap Battles Of History, distribuito su YouTube
  - Gay Of Thrones, distribuito su FunnyOrDie.com
  - Honest Trailers, distribuito su YouTube
  - Making a Scene with James Franco, distribuito da AOL

#### Miglior corto non-fiction
- Inside Look: The People v. O.J. Simpson: American Crime Story, distribuito da FX
  - A Year In Space, distribuito su time.com
  - Jay Leno's Garage, distribuito su NBC.com
  - National Endowment for the Arts: United States of Arts, distribuito su arts.gov
  - Roots: A New Vision, distribuito su History

#### Miglior corto animato
- Robot Chicken Christmas Special: The X-Mas United di Robot Chicken
  - The Answer di Steven Universe
  - Company Picnic di SpongeBob
  - Hall of Egress di Adventure Time
  - Once Upon a Townsville di Le Superchicche

### Recitazione, doppiaggio e conduzione televisiva

#### Miglior attore guest star in una serie drammatica
- Hank Azaria, per aver interpretato Ed Cochran in Ray Donovan
  - Mahershala Ali, per aver interpretato Remy Danton in House of Cards - Gli intrighi del potere
  - Reg E. Cathey, per aver interpretato Freddy Hayes in House of Cards - Gli intrighi del potere
  - Michael J. Fox, per aver interpretato Louis Canning in The Good Wife
  - Paul Sparks, per aver interpretato Thomas Yates in House of Cards - Gli intrighi del potere
  - Max von Sydow, per aver interpretato Corvo con tre occhi ne Il Trono di Spade

#### Miglior attrice guest star in una serie drammatica
- Margo Martindale, per aver interpretato Claudia in The Americans
  - Ellen Burstyn, per aver interpretato Elizabeth Hale in House of Cards - Gli intrighi del potere
  - Allison Janney, per aver interpretato Margaret Scully in Masters of Sex
  - Laurie Metcalf, per aver interpretato Sarah in Horace and Pete
  - Molly Parker, per aver interpretato Jackie Sharp in House of Cards - Gli intrighi del potere
  - Carrie Preston, per aver interpretato Elsbeth Tascioni in The Good Wife

#### Miglior attore guest star in una serie commedia
- Peter Scolari, per aver interpretato Tad Horvath in Girls
  - Larry David, per la sua interpretazione al Saturday Night Live
  - Tracy Morgan, per la sua interpretazione al Saturday Night Live
  - Martin Mull, per aver interpretato Bob Bradley in Veep - Vicepresidente incompetente
  - Bob Newhart, per aver interpretato Arthur in The Big Bang Theory
  - Bradley Whitford, per aver interpretato Magnus Hirschfeld in Transparent

#### Miglior attrice guest star in una serie commedia
- Tina Fey e Amy Poehler, per la loro interpretazione al Saturday Night Live
  - Christine Baranski, per aver interpretato Beverly Hofstadter in The Big Bang Theory
  - Melora Hardin, per aver interpretato Tammy Cashman in Transparent
  - Melissa McCarthy, per la sua interpretazione al Saturday Night Live
  - Laurie Metcalf, per aver interpretato Mary in The Big Bang Theory
  - Amy Schumer, per la sua interpretazione al Saturday Night Live

#### Miglior attore in un corto commedia o drammatico
- Rob Corddry, per aver interpretato il dott. Blake Downs in Childrens Hospital
  - Rob Huebel, per aver interpretato il dott. Owen Maestro in Childrens Hospital
  - Jack McBrayer, per aver interpretato Ollie in Your Pretty Face Is Going to Hell
  - Oscar Nuñez, per aver interpretato Jack in The Crossroads of History
  - Lou Diamond Phillips, per aver interpretato Chieftain in The Crossroads of History

#### Miglior attrice in un corto commedia o drammatico
- Patrika Darbo, per aver interpretato Margot Mullen in Acting Dead
  - Michelle Ang, per aver interpretato Alex in Fear The Walking Dead: Flight 462
  - Erinn Hayes, per aver interpretato Lola Spratt in Childrens Hospital
  - Tracie Thoms, per aver interpretato Gwen in Send Me: An Original Web Series
  - Janet Varney, per aver interpretato Denie Silverman in Everyone's Crazy But Us

#### Miglior doppiatore
- Seth MacFarlane, per aver doppiato Peter Griffin, Stewie Griffin, Brian Griffin, Glenn Quagmire, Dr. Hartman, Tom Tucker e Mr. Spacely nell'episodio Pilling Them Softly de I Griffin
  - Keegan-Michael Key, per aver doppiato American Ranger e Sgt. Agony nell'episodio Puss in Books di SuperMansion
  - Trey Parker, per aver doppiato PC Principal e Cartman nell'episodio Stunning and Brave di South Park
  - Chris Pine, per aver doppiato Dr. Devizo, Robo-Dino nell'episodio The Inconceivable Escape of Dr. Devizo di SuperMansion
  - Matt Stone, per aver doppiato Craig Tucker, Tweek e Thomas Tucker nell'episodio Tweek e Craig di South Park

#### Miglior narratore
- Keith David, per aver narrato Jackie Robinson
  - David Attenborough, per aver narrato la puntata First Steps di Life Story
  - Adrien Brody, per aver narrato la puntata Decoding the Brain di Breakthrough
  - Laurence Fishburne, per aver narrato Roots
  - Anthony Mendez, per aver narrato l'episodio Chapter Thirty-Four di Jane the Virgin

#### Miglior presentatore di un reality
- RuPaul, per aver presentato America's Next Drag Queen
  - Tom Bergeron, per aver presentato Dancing with the Stars
  - Steve Harvey, per aver presentato Little Big Shots
  - Heidi Klum e Tim Gunn, per aver presentato Project Runway
  - Jane Lynch, per aver presentato Hollywood Game Night
  - Ryan Seacrest, per aver presentato American Idol

### Acconciature

#### Migliori acconciature per una serie single-camera
- Nic Collins e Adele Firth, per l'episodio finale di Downton Abbey
  - Kevin Alexander, Candice Banks, Nicola Mount, Laura Pollock, Gary Machin e Rosalia Culora, per l'episodio Uomini di Ferro de Il Trono di Spade
  - Jerry DeCarlo, John 'Jack' Curtin, Nathan Busch, Karen Dickenson e Suzy Mazzarese Allison, per l'episodio Williams and Walker di The Knick
  - Ferdinando Merolla, Sevlene Roddy, Giuliano Mariano e Orla Carroll, per l'episodio Orrori gloriosi di Penny Dreadful
  - Mary Ann Valdes, Matthew Holman e George Guzman, Matters Of Gravity di Masters of Sex

#### Migliori acconciature per una serie multi-camera o speciale
- Bettie O. Rogers, Jodi Mancuso, Inga Thrasher, Jennifer Serio, Cara Hannah Sullivan e Joe Whitmeyer, per la puntata con Fred Armisen del Saturday Night Live
  - Mary Guerrero, Kimi Messina, Gail Ryan, Jennifer Guerrero, Dean Banowetz e Lucia Mace, per Grease: Live
  - Mary Guerrero, Kimi Messina, Gail Ryan, Jennifer Guerrero, Sean Smith e Dean Banowetz, per la puntata The Finals (Part 1) di Dancing with the Stars
  - Charles G. LaPointe, Kevin Maybee, Elizabeth Printz e Amanda Duffy, per The Wiz Live!
  - Amanda Mofield e Raissa Patton, per la puntata Y'all Ready For This di Key & Peele

#### Migliori acconciature per una miniserie o film
- Chris Clark, Natalie Driscoll, Shay Sanford-Fong e Katrina Chevalier, per The People v. O.J. Simpson: American Crime Story
  - Monte C. Haught, Fredric Aspiras, Darlene Brumfield, Kelly Muldoon e Gina Bonacquisti, per American Horror Story: Hotel
  - Chris Glimsdale, Judy Durbacz, Penny Thompson, Cindy Ferguson e Tracy Murray, per Fargo
  - Anne Morgan, Terrie Velazquez-Owen, Brian Andrew-Tunstall, Julia Holdren, Barry Rosenberg e Quan Pierce, per All the Way
  - Tony Ward, Adam Gaeta, Talli Pachter e Sherri B. Hamilton, per la prima puntata di Roots

### Casting

#### Miglior casting per una serie drammatica
- Nina Gold, Robert Sterne e Carla Stronge, per Il Trono di Spade
  - Jennifer Euston, per Orange Is the New Black
  - Susie Farris, Beth Bowling e Kim Miscia, per Mr. Robot
  - Laray Mayfield e Julie Schubert, per House of Cards - Gli intrighi del potere
  - Jill Trevellick, per Downton Abbey

#### Miglior casting per una serie commedia
- Allison Jones, Ben Harris e Meredith Tucker, per Veep - Vicepresidente incompetente
  - Eyde Belasco, per Transparent
  - Jeff Greenberg, per Modern Family
  - Jeanne McCarthy, Nicole Abellera Hallman e Leslie Woo, per Silicon Valley
  - Cindy Tolan, per Unbreakable Kimmy Schmidt

#### Miglior casting per una miniserie, film o speciale
- Jeanne McCarthy, Nicole Abellera Hallman, Courtney Bright e Nicole Daniels, per The People v. O.J. Simpson: American Crime Story
  - Jina Jay, per The Night Manager
  - Rachel Tenner, Jackie Lind e Stephanie Gorin, per Fargo
  - Victoria Thomas, Moonyeen Lee, Leo Davids, Lissy Holm e Meagan Lewis, per Roots
  - Telsey + Company, per Grease: Live

### Colonna sonora

#### Miglior composizione musicale per una serie televisiva
- Mac Quayle, per l'episodio Ciao amico di Mr. Robot
  - Chris Bacon, per l'episodio Forever di Bates Motel
  - Sean P. Callery, per l'episodio Salvare il futuro di Minority Report
  - Abel Korzeniowski, per l'episodio Ed erano nemici di Penny Dreadful
  - Paul Leonard-Morgan, per l'episodio Espandi la tua mente di Limitless
  - Duncan Thum, per la puntata Grant Achatz di Chef's Table

#### Miglior composizione musicale per una miniserie, film o speciale
- Victor Reyes, per la seconda puntata di The Night Manager
  - James Newton Howard, per All the Way
  - David Lawrence, per Descendants
  - Jeff Russo, per l'episodio Loplop di Fargo
  - Jeff Beal, per Jesse Stone: Lost in Paradise
  - Martin Phipps, per la prima puntata di War & Peace

#### Miglior direzione musicale
- Danny Elfman, per Danny Elfman's Music from the Films of Tim Burton (Live from Lincoln Center)
  - John Beasley, per Jazz at the White House
  - Alan Gilbert, per Sinatra: Voice for a Century (Live from Lincoln Center)
  - Rickey Minor e Christian McBride, per Smithsonian Salutes Ray Charles: In Performance at the White House
  - Paul Shaffer, per A Very Murray Christmas

#### Migliori musiche e testi originali
- Diane Warren, per il brano 'Til It Happens To You, da The Hunting Ground
  - Jim Beanz, per il brano Good People, dall'episodio Quello che noi chiamiamo rosa... di Empire
  - Riki Lindhome e Kate Micucci, per il brano Frozen Lullaby, da Garfunkel and Oates: Trying To Be Special
  - Alan Menken e Glenn Slater, per il brano A New Season, dall'episodio A New Season aka Suck It Cancellation Bear di Galavant
  - Adam Schlesinger, Rachel Bloom e Jack Dolgen, per il brano Settle for Me dall'episodio I'm Going on a Date with Josh's Friend! di Crazy Ex-Girlfriend

#### Miglior tema musicale originale di una sigla
- Sean P. Callery, per Jessica Jones
  - Rodrigo Amarante, per Narcos
  - Rachel Bloom e Adam Schlesinger, per Crazy Ex-Girlfriend
  - Robert Duncan, per The Whispers
  - Johnny Klimek e Tom Tykwer, per Sense8
  - Victor Reyes, per The Night Manager

### Costumi

#### Migliori costumi per una serie, miniserie o film in costume o fantasy
- Michele Clapton, Chloe Aubry e Sheena Wichary, per l'episodio I venti dell'inverno de Il Trono di Spade
  - Hala Bahmet, Marina Ray ed Elinor Bardach, per l'episodio Marcia, Marcia, Marcia di The People v. O.J. Simpson: American Crime Story
  - Ruth E. Carter, Diana Cilliers, Meagan 'Bijou' Coates, Hetta Burger, eagan McLaughlin Luster e Gillian Gregg, per la puntata prima puntata di Roots
  - Terry Dresbach, Elle Wilson, Nadine Powell e Anna Lau, per l'episodio Alla corte di Re Luigi di Outlander
  - Anna Mary Scott Robbins, Kathryn Tart e Michael Weldon, per l'episodio 6x08 di Downton Abbey

#### Migliori costumi per una serie, miniserie o film contemporanea
- Lou Eyrich, Helen Huang e Marisa Aboitiz, per l'episodio Scivoli e scale di American Horror Story: Hotel
  - Allyson B. Fanger e Lori DeLapp, per l'episodio The Party di Grace and Frankie
  - Daniel Lawson, David Brooks, Daniele Hollywood e Angel Peart, per l'episodio End di The Good Wife
  - Paolo Nieddu, Jennifer Salim e Mary Lane, per l'episodio L'erede al trono di Empire
  - Marie Schley e Mark A. Summers, per l'episodio Kina Hora di Transparent

#### Migliori costumi per un varietà, programma non-fiction o reality
- Paul Tazewell, Rachel Attridge e Rory Powers, per The Wiz Live!
  - Tom Broecker e Eric Justian, per la puntata con Ryan Gosling del Saturday Night Live
  - Zaldy Goco, per la puntata Keeping It 100! di America's Next Drag Queen
  - Daniela Gschwendtner, Steven Lee, Polina Roytman, Karina Torrico e Howard Sussman, per la puntata Disney Night di Dancing with the Stars
  - William Ivey Long, Paul Spadone, Nanrose Buchman, Gail Fitzgibbons e Tom Beall, per Grease: Live

### Effetti speciali

#### Migliori effetti speciali visivi
- Steve Kullback, Joe Bauer, Adam Chazen, Derek Spears, Eric Carney, Sam Conway, Matthew Rouleau, Michelle Blok e Glenn Melenhorst, per l'episodio La battaglia dei bastardi de Il Trono di Spade
  - Erik Henry, Terron Pratt, Ashley J. Ward, Jeremy Hattingh, Paul Stephenson, Aladino Debert, Greg Teegarden, Olaf Wendt e Yafei Wu, per l'episodio XX. di Black Sails
  - James Cooper, Bill Halliday, Sarah McMurdo, Mai-Ling Lee, Greg Astles, Ricardo Gomez, Matt Ralph, Alexandre Scott e Kyle Yoneda, per l'episodio Ed erano nemici di Penny Dreadful
  - Curt Miller, Jeff Baksinski, Terry Hutcheson, Sean Tompkins, Dan Kruse, Christina Murguia, Nate Overstrom e Jim Hawkins, per l'episodio The New World di L'uomo nell'alto castello
  - Dominic Remane, Bill Halliday, Michael Borrett, Paul Wishart, Ovidiu Cinazan, Jim Maxwell, Kieran McKay, Jeremy Dineen e Tom Morrison, per l'episodio The Last Ship di Vikings

#### Migliori effetti speciali visivi di supporto
- Danny Hargreaves, Henry Brook, Dewi Foulkes, JC Deguara, Natalie Reid, Sara Bennett, Matias Derkacz, Neil Alford e Amy Felce, per l'episodio L'abominevole sposa di Sherlock
  - Anthony Paterson, Robert Crowther, Thomas Plaskett, Jay Stanners, Rob Tasker, Terence Krueger e John Coldrick, per l'episodio Primavera di Hannibal
  - William Powloski, Eric Chauvin ed Erin Kanoa, per l'episodio Fifi di Better Call Saul
  - Victor Scalise, Matt Robken, Darrell Dean Pritchett, David Alexander, Michael Crane, Chad Hudson, Staffan Linder, Sean Ritchie e Aldo Ruggiero, per l'episodio Nessuna via d'uscita di The Walking Dead
  - Jay Worth, Ashley Mayse, Brendan Taylor, Winson Lee, Rob Del Ciancio, Rob Greb, Bruce Branit, Daniel Mellitz e Dominic Cheung, per la puntata La tana del Bianconiglio di 22.11.63

### Fotografia

#### Miglior fotografia per una serie single-camera
- James Hawkinson, per l'episodio The New World di L'uomo nell'alto castello
  - John S. Bartley, per l'episodio A Danger to Himself and Others di Bates Motel
  - David M. Dunlap, per l'episodio Capitolo 45 di House of Cards - Gli intrighi del potere
  - Graham Frake, per l'episodio finale di Downton Abbey
  - David Klein, per l'episodio Ospitalità di Homeland - Caccia alla spia
  - Greg Middleton, per l'episodio Uomini di Ferro de Il Trono di Spade
  - Crescenzo Giacomo Notarile, per l'episodio Azrael di Gotham

#### Miglior fotografia per una serie multi-camera
- John Simmons, per l'episodio Go Hollywood di Nicky, Ricky, Dicky & Dawn
  - George Mooradian, per l'episodio White Trash di The Soul Man
  - Steven V. Silver, per l'episodio Contrabbando di Mom
  - Steven V. Silver, per l'episodio La convergenza della convergenza di The Big Bang Theory

#### Miglior fotografia per una miniserie o film
- Dana Gonzales, per l'episodio Aspettando Dutch di Fargo
  - John Conroy, per Luther
  - Nelson Cragg, per l'episodio Dalle ceneri della tragedia di The People v. O.J. Simpson: American Crime Story
  - Suzie Lavelle, per l'episodio L'abominevole sposa di Sherlock

#### Miglior fotografia per un programma non-fiction
- Matthew Heineman e Matt Porwoll, per Cartel Land
  - Todd Liebler e Zach Zamboni, per la puntata Cuba di Anthony Bourdain: Parts Unknown
  - Erich Roland, per He Named Me Malala
  - Huy Truong, per Mapplethorpe: Look at the Pictures
  - Igor Martinovic e Rachel Morrison, per What Happened, Miss Simone?

#### Miglior fotografia per un reality
- Fotografi di Life Below Zero, per la puntata Breaking Through
  - Toby Birney, per la puntata Sierra di Intervention
  - Gus Dominguez, per la puntata Mad Dash Mayhem di Project Runway
  - David Reichert, Todd Stanley, Steve Wright, Josh Thomas e Shane Moore, per la puntata Carpe Diem di Deadliest Catch
  - Peter Rieveschl, Alan Weeks, Petr Cikhart, Ryan O'Donnell e Joshua Gitersonke, per la puntata We're Only Doing Freaky Stuff Today di The Amazing Race
  - Fotografi di Survivor, per la puntata Second Chance

### Illuminazione

#### Miglior illuminazione per un varietà
- Oscar Dominguez, Samuel Barker, Daniel K. Boland, Craig Housenick e Johnny Bradley, per la puntata 9x17A di The Voice
  - Robert Barnhart, Matt Firestone, Patrick Boozer e Pete Radice, per la puntata finale della 12ª stagione di So You Think You Can Dance
  - Kieran Healy, Harry Sangmeisterm George Harvey e Harrison Lippman, per la puntata finale di American Idol
  - Phil Hymes, Geoff Amoral e Rick McGuinness, per la puntata con Tina Fey e Amy Poehler del Saturday Night Live
  - Simon Miles, Matthew Cotter e Suzanne Sotelo, per la puntata The Finals (Part 2) di Dancing with the Stars

#### Miglior illuminazione per uno speciale varietà
- Al Gurdon, Travis Hagenbuch, Madigan Stehly, Will Gossett e Ryan Tanker, per Grease: Live
  - Robert Barnhart, Dave Grill, Pete Radice e Jason Rudolph, per lo spettacolo di metà gara del Super Bowl 50
  - Allen Branton, Darren Langer, Kevin Lawson, Felix Peralta ed Eric Marchwinski, per The Wiz Live!
  - Allen Branton, Patrick Woodroffe, Tom Beck ed Eric Marchwinski, per Adele Live in New York City
  - Robert Dickinson, Robert Barnhart, Andy O'Reilly e Jon Kusner, per la cerimonia dei premi Oscar 2015

### Montaggio

#### Montaggio video

##### Miglior montaggio video per una serie drammatica single-camera
- Tim Porter, per l'episodio Aspra Dimora de Il Trono di Spade
  - Kelley Dixon, per l'episodio Rebecca di Better Call Saul
  - Kelley Dixon e Chris McCaleb, per l'episodio Inchiodato di Better Call Saul
  - Leo Trombetta, per l'episodio Discesa di Narcos
  - Katie Weiland, per l'episodio La battaglia dei bastardi de Il Trono di Spade

##### Miglior montaggio video per una serie commedia single-camera
- Kabir Akhtar, per l'episodio Josh Just Happens to Live Here! di Crazy Ex-Girlfriend
  - Brian Merken, per l'episodio The Uptick di Silicon Valley
  - Shawn Paper, per l'episodio Mother di Veep - Vicepresidente incompetente
  - Steven Rasch, per l'episodio Inauguration di Veep - Vicepresidente incompetente
  - Tim Roche, per l'episodio Daily Active Users di Silicon Valley

##### Miglior montaggio video per una serie commedia multi-camera
- Peter Chakos, per l'episodio L'eccitazione della prima di The Big Bang Theory
  - Darryl Bates, per l'episodio ...e il problema del sax di 2 Broke Girls
  - Ben Bosse e Joseph Bella, per l'episodio La borsa di studio di Mom
  - Stephen Prime, per l'episodio I See Love di Mike & Molly
  - Gina Sansom, per l'episodio 1x03 di Horace and Pete
  - Kris Trexler, per l'episodio The Road Less Driven de L'uomo di casa

##### Miglior montaggio video per una miniserie o film single-camera
- C. Chi-Yoon Chung, per l'episodio La carta del razzismo di The People v. O.J. Simpson: American Crime Story
  - Skip Macdonald, per l'episodio Aspettando Dutch di Fargo
  - Adam Penn, per l'episodio Dalle ceneri della tragedia di The People v. O.J. Simpson: American Crime Story
  - Stewart Schill, per l'episodio Il verdetto di The People v. O.J. Simpson: American Crime Story
  - Curtis Thurber e Skip Macdonald, per l'episodio Sei stato tu? No, tu! di Fargo

##### Miglior montaggio video per un varietà
- Anthony Miale, per il segmento Public Defenders di Last Week Tonight with John Oliver
  - Robert James Ashe, Christopher Heller, David Grecu e Meaghan Wilbur, per Conan in Korea
  - Rich LaBrie, Neil Mahoney, Nicholas Monsour e Stephen Waichulis, per la puntata The End di Key & Peele
  - Jody McVeigh-Schultz, per la puntata Inventors di Drunk History
  - Bill Yukich, per Lemonade

##### Miglior montaggio video per un programma non-fiction
- Moira Demos, per la puntata Indefensible di Making a Murderer
  - Rebecca Adorno e Roman Safiullin, per la puntata Fighting Isis di Vice
  - Matthew Hamacheck, Matthew Heineman, Pax Wassermann e Bradley J. Ross, per Cartel Land
  - Greg Finton, Brian Johnson e Brad Fuller, per He Named Me Malala
  - Joshua L. Pearson, per What Happened, Miss Simone?

##### Miglior montaggio video per un reality competitivo o strutturato
- Mark Cegielski, James Horak, Julie Janata, Elise Ludwig, Justin Robertson, Conrad Stanley e Shelly Stocking, per la puntata con Bryan Cranston di Who Do You Think You Are?
  - Andy Castor, Julian Gomez, Andrew Kozar, Ryan Leamy, Jennifer Nelson, Jacob Parsons e Paul C. Nielsen, per la puntata We're Only Doing Freaky Stuff Today di The Amazing Race
  - Montatori di Shark Tank, per la puntata 7x02
  - Montatori di Survivor, per la puntata Signed, Sealed and Delivered
  - Montatori di The Voice, per la puntata 10x05

##### Miglior montaggio video per un reality non strutturato
- Steve Lichtenstein, Craig A. Colton, Nena Erb e Dan Golding, per la puntata Accident Waiting To Happen di Project Greenlight
  - Daniel Cerny e Peggy Tachdjian, per la puntata Up Syndrome di Born This Way
  - Josh Earl e Ben Bulatao, per la puntata Carpe Diem di Deadliest Catch
  - M'daya Meliani, Chris Ray e Dan Zimmerman, per la puntata Don't Limit Me di Born This Way
  - Malinda Zehner, Mike Bary, Todd Beabout, Jacob Parsons, Eric Goldfarb, Mike Levine e Andrew P. Jones, per la puntata 40 Days Jungle Rich di Naked And Afraid XL

#### Montaggio audio

##### Miglior montaggio audio per una serie televisiva
- Benjamin Cook, Sue Cahill, Stefan Henrix, Jeffrey A. Pitts, Tim Tuchrello, Brett Voss, Michael Baber, Jeffrey Wilhoit e Dylan Tuomy-Wilhoit, per l'episodio XX. di Black Sails
  - George Haddad, Julie Altus, Chad J. Hughes, Dale Chaloukian, Ashley Revell, Joseph T. Sabella e Joan Rowe, per l'episodio Azrael di Gotham
  - Tim Kimmel, Tim Hands, Paul Bercovitch, Paula Fairfield, Bradley C. Katona, Michael Wabro, David Klotz, Brett Voss, Jeffrey Wilhoit e Dylan Tuomy-Wilhoit, per l'episodio Uomini di Ferro de Il Trono di Spade
  - Lauren Stephens, Jordan Wilby, Jonathan Golodner, Christian Buenaventura, Greg Vines, Zane Bruce e Lindsay Pepper, per l'episodio Il meglio di New York di Daredevil
  - Jane Tattersall, David McCallum, Dale Sheldrake, Steve Medeiros, Brennan Mercer, Yuri Gorbachow, Andy Malcolm e Goro Koyama, per l'episodio The Last Ship di Vikings

##### Miglior montaggio audio per una miniserie, film o speciale
- Kurt N. Forshager, Joe Bracciale, Robert Bertola, Paul Shikata, Mark Bensi e John Elliot, per l'episodio Il castello di Fargo
  - Adam Armitage, Howard Bargroff, Alex Sawyer, Peter Melemendjian e Barnaby Smith, per la quinta puntata di The Night Manager
  - Gary Megregian, Stuart Martin, Andrew Dawson, Steve M. Stuhr, Jason Krane, Christian Buenaventura, Timothy A. Cleveland, Paul Diller, John Snider, Marcello Dubaz, Michael Sana, Daniel Salas, Matt Shelton, Noel Vought e Ginger Geary, per la seconda puntata di Roots
  - Gary Megregian, Steve M. Stuhr, Jason Krane, Timothy A. Cleveland, Paul Diller, David Klotz, Noel Vought e Ginger Geary, per l'episodio Benvenuti all'Hotel Cortez di American Horror Story: Hotel
  - Douglas Sinclair, Paul McFadden, Jonathan Joyce, Stuart McCowan, Howard Bargroff, Rael Jones, Jamie Talbut e Julie Ankerson, per l'episodio L'abominevole sposa di Sherlock

##### Miglior montaggio audio per un programma non-fiction
- Ryan Collison, Jonathan Fang, Leslie Bloome, Mark Filip, Billy Orrico e Sean Garnhart, per Cartel Land
  - Brian Bracken e Nick Brigden, per la puntata Okinawa di Anthony Bourdain: Parts Unknown
  - Skip Lievsay, PK Hooker, Susan Dubek e Bill Bernstein, per He Named Me Malala
  - Joshua L. Pearson e Dan Timmons, per What Happened, Miss Simone?
  - Daniel Ward e Leslie Bloome, per la puntata Lack of Humility di Making a Murderer

#### Missaggio

##### Miglior missaggio per una serie commedia o drammatica con episodi di oltre 30 minuti
- Onnalee Blank, Mathew Waters, Richard Dyer e Ronan Hill, per l'episodio La battaglia dei bastardi de Il Trono di Spade
  - Larry B. Benjamin, Kevin Valentine e Phillip W. Palmer, per l'episodio Finale: Klick di Better Call Saul
  - John W. Cook II, Bill Freesh, Timothia Sellers e Andrew Morgado, per l'episodio Il viandante di Mr. Robot
  - Robert Edmondson, R. Russell Smith e Harrison 'Duke' Marsh, per l'episodio Exsuscito di Ray Donovan
  - Nigel Heath e David Lascelles, per l'episodio finale di Downton Abbey
  - Scott R. Lewis, Nathan Nance e Lorenzo Millan, per l'episodio Capitolo 52 di Homeland - Caccia alla spia

##### Miglior missaggio per una miniserie o film
- Doug Andham, Joe Earle e John Bauman, per l'episodio Dalle ceneri della tragedia di The People v. O.J. Simpson: American Crime Story
  - Howard Bargroff e Aitor Bernguer, per la quinta puntata di The Night Manager
  - Howard Bargroff, John Mooney, Peter Gleaves e Nick Wollage, per l'episodio L'abominevole sposa di Sherlock
  - Daniel J. Leahy, Steve Pederson, Geoffrey Patterson e Ron Bedrosian, per l'episodio La fine è vicina di True Detective
  - Martin Lee, Kirk Lynds e Michael Playfair, per l'episodio Il dono dei Magi di Fargo

##### Miglior missaggio per una serie commedia o drammatica con episodi fino a 30 minuti o d'animazione
- Andy D'Addario, Thomas Varga, Bill Higley e Chris Navarro, per l'episodio Un nuovo assistente per Rodrigo di Mozart in the Jungle
  - John W. Cook II, Bill Freesh e Bill MacPherson per l'episodio Congressional Ball di Veep - Vicepresidente incompetente
  - Todd Beckett, Elmo Ponsdomenech e Ben Patrick, per l'episodio Bachmanity Insanity di Silicon Valley
  - Brian R. Harman, Dean Okrand e Stephen A. Tibbo, per l'episodio Il compleanno di Lily di Modern Family
  - Mark Linden e Tara Paul, per l'episodio Halloween of Horror de I Simpson

##### Miglior missaggio per un varietà o speciale
- Ken Hahn e Paul Bevan, per Danny Elfman's Music from the Films of Tim Burton (Live from Lincoln Center)
  - J. Mark King, Biff Dawes, Eric Johnston, Bob LaMasney, Pablo Munguia, Kevin Wapner, John Protzko, John Garlick e Barrance D. Warrick, per Grease: Live
  - Charlie Jones, Steve Watson, Steve Lettie e Tony Rollins, per la puntata 2x25 di Last Week Tonight with John Oliver
  - Paul Sandweiss, Tommy Vicari, Marc Repp, Pablo Munguia, Michael Parker, Tom Pesa, Patrick Baltzell, Kristian Pedregon e Bob LaMasney, per la cerimonia dei premi Oscar 2016
  - Michael Abbott, Randy Faustino, Kenyata Westbrook, John Koster, Robert P. Matthews, Sterling Cross, Ryan Young, Brian Riordan, Tim Hatayama, Eric White, William Dietzman, Eddie Marquez, Christian Schrader e Andrew Fletcher, per la puntata 10x18A di The Voice

##### Miglior missaggio per un programma non-fiction
- Erik Schuiten, per la puntata Fighting Isis di Vice
  - Bob Bronow, per la puntata Carpe Diem di Deadliest Catch
  - Benny Mouthon, per la puntata Ethiopia di Anthony Bourdain Parts Unknown
  - Leslie Shatz, per la puntata Lack of Humility di Making a Murderer
  - Tony Volante e Tammy Douglas, per What Happened, Miss Simone?

### Regia

#### Miglior regia per un varietà
- Ryan McFaul, per la puntata Madonna/Whore di Inside Amy Schumer
  - Dave Diomedi, per la puntata 3x25 del The Tonight Show Starring Jimmy Fallon
  - Tim Mancinelli, per la puntata post-Super Bowl del The Late Late Show with James Corden
  - Paul Pennolino, per la puntata 3x03 di Last Week Tonight with John Oliver
  - Don Roy King, per la puntata con Tina Fey e Amy Poehler del Saturday Night Live

##### Miglior regia per un programma non-fiction
- Laura Ricciardi e Moira Demos, per la puntata Fighting for Their Lives di Making a Murderer
  - David Gelb, per la puntata Gaggan Anand di Chef's Table
  - Liz Garbus, per What Happened, Miss Simone?
  - Davis Guggenheim, per He Named Me Malala
  - Matthew Heineman, per Cartel Land

#### Riprese

##### Miglior direzione tecnica, operazioni di ripresa e controllo video per una serie televisiva
- Charles Ciup, Brian Reason, Hector Ramirez, Nat Havholm, Jeff Wheat, Bert Atkinson, Bettina Levesque, Adam Margolis, Damien Tuffereau, Easter Xua, Mike Malone, Rob Palmer, Ron Lehman, Keith Dicker, Mike Carr, Ed Horton, Dyan Sanford, Freddy Frederick, Chris Hill e Ed Moore, per la puntata The Finals (Part 2) di Dancing with the Stars
  - Brian Wayne Armstrong, John Pierre Dechene, James L. Hitchcock, Richard G. Price e John D. O'Brien, per l'episodio La sperimentazione del genetliaco di The Big Bang Theory
  - Steven Cimino, John Pinto, Paul Cangialosi, Len Wechsler, Joe DeBonis, Eric A. Eisenstein, Susan Noll e Frank Grisanti, per la puntata con Ariana Grande del Saturday Night Live
  - Ervin D. Hurd, Kris Wilson, Parker Bartlett, Greg Grouwinkel, Nick Gomez, Garrett Hurt, Bernd Reinhardt, Mark Gonzales, James Alario, Kevin Murphy, Carlos Rios e Guy Jones, per la puntata In Brooklyn di Jimmy Kimmel Live
  - Dave Saretsky, John Harrison, Dante Pagano, Paul Cangialosi, Nick Fayo, Ray Hoover e Augie Yuson, per la puntata 3x03 di Last Week Tonight with John Oliver
  - Allan Wells, Terrance Ho, Diane Biederbeck, Suzanne Ebner, Guido Frenzel, Nick Gomez, Alex Hernandez, Dave Hilmer, Marc Hunter, Scott Hylton, Katherine Iacofono, Scott Kaye, Ron Lehman, Jofre Rosero, Steve Simmons e Dan Webb, per la puntata 9x17A di The Voice

##### Miglior direzione tecnica, operazioni di ripresa e controllo video per una miniserie, film o speciale
- Eric Becker, Bert Atkinson, Keith Dicker, Randy Gomez, Sr., Nat Havholm, Ron Lehman, Dave Levisohn, Tore Livia, Mike Malone, Adam Margolis, Rob Palmer, Brian Reason, Damien Tuffereau, Easter Xua, Chris Hill e Matt Pascale, per Grease: Live
  - Eric Becker, Mike Anderson, Kai-Lai Wong, J.M. Hurley, Bob DelRusso, Charlie Huntley, Ernie Jew, John Kosmaczwski, Jay Kulick, Tore Livia, John Meiklejohn, Lyn Noland, Jimmy O'Donnell, Mark Whitman e Rob Balton, per la cerimonia dei Tony Award 2015
  - Steve Cimino, Jerry Cancél, Joseph DeBonis, Eric Eisenstein, Rick Fox, Rich Freedman, Chuck Goslin, Ernie Jew, Jay Kulick, Jeff Latonero, Brian Phraner, John Pinto, Tim Quigley, Mark Renaudin, Carlos Rios, Claus Stuhlweissenburg, William Steinberg, Susan Noll e Tami Ruddy, per Adele Live In New York City
  - Bob Muller, Emmett Loughran, Miguel Armstrong, Rob Balton, Manny Gutierrez, Shaun Harkins, Jeff Latonero, Jay Millard, Jimmy O'Donnell, David Smith, Claus Stuhlweissenburg, Ron Washburn, Mark Whitman, Billy Steinberg e JC Castro, per The Wiz Live!
  - Kenneth Shapiro, Eric Becker, John Pritchett, Mark Whitman, Easter Xua, Rob Balton, Danny Bonilla, Robert Del Russo, David Eastwood, Jay Kulick, Brian Lataille, Tore Livia, Rob Palmer, Ralph Bolton, Jr., David Carline, Dan Webb, Garrett Hurt, Helena Jackson, Greg Smith, David Plakos, Freddy Frederick, Keith Winikoff, Guy Jones e Terrance Ho, per la cerimonia dei premi Oscar 2016

#### Sceneggiatura

##### Miglior sceneggiatura per un varietà
- Kevin Avery, Tim Carvell, Josh Gondelman, Dan Gurewitch, Geoff Haggerty, Jeff Maurer, John Oliver, Scott Sherman, Will Tracy, Jill Twiss e Juli Weiner, per Last Week Tonight with John Oliver
  - Jo Miller, Samantha Bee, Ashley Nicole Black, Pat Cassels, Mathan Erhardt, Joe Grossman, Jason Reich, Melinda Taub ed Eric Drysdale, per Full Frontal with Samantha Bee
  - Michael Lawrence, Amy Schumer, Jessi Klein, Daniel Powell, Christine Nangle, Kim Caramele, Kyle Dunnigan, Tami Sagher, Kurt Metzger e Claudia O'Doherty, per Inside Amy Schumer
  - Jay Martel, Alex Rubens, Rebecca Drysdale, Colton Dunn, Phil Augusta Jackson, Ian Roberts, Charlie Sanders, Rich Talarico, Jordan Peele e Keegan-Michael Key, per Key & Peele
  - Fred Armisen, Carrie Brownstein, Jonathan Krisel, Graham Wagner e Karey Dornetto, per Portlandia
  - Rob Klein, Bryan Tucker, James Anderson, Jeremy Beiler, Chris Belair, Megan Callahan, Michael Che, Mikey Day, Fran Gillespie, Sudi Green, Steve Higgins, Colin Jost, Zach Kanin, Chris Kelly, Erik Kenward, Paul Masella, Dave McCary, Dennis McNicholas, Seth Meyers, Lorne Michaels, Josh Patten, Katie Rich, Tim Robinson, Sarah Schneider, Pete Schultz, Streeter Seidell, Dave Sirus, Will Stephen, Kent Sublette e Julio Torres, per Saturday Night Live

##### Miglior sceneggiatura per un programma non-fiction
- Laura Ricciardi e Moira Demos, per la puntata Eighteen Years Lost di Making a Murderer
  - Jacob Bernstein, per Everything Is Copy - Nora Ephron: Scripted & Unscripted
  - Anthony Bourdain, per la puntata Borneo di Anthony Bourdain: Parts Unknown
  - David McMahon e Sarah Burns, per Jackie Robinson
  - Mark Zwonitzer, Sarah Colt e Tom Jennings, per Walt Disney (American Experience)

#### Scenografia

##### Miglior scenografia per una serie contemporanea o fantasy
- Deborah Riley (scenografa), Paul Ghirardani (direttore artistico) e Rob Cameron (decoratore di set), per gli episodi Sangue del mio sangue, Alleanze e Nessuno de Il Trono di Spade
  - Steve Arnold (scenografo), Halina Gebarowicz (direttrice artistica) e Tiffany Zappulla (decoratrice di set), per gli episodi Capitolo 41, Capitolo 47 e Capitolo 48 di House of Cards - Gli intrighi del potere
  - Drew Boughton (scenografo), Linda King (direttrice artistica) e Brenda Meyers-Ballard (decoratrice di set), per l'episodio The New World di L'uomo nell'alto castello
  - Jonathan McKinstry (scenografo), Jo Riddell (direttore artistico) e Philip Murphy (decoratore di set), per gli episodi Nuovo inferno, Spiriti malvagi in luoghi celesti e L'inferno stesso è il mio solo avversario di Penny Dreadful
  - Mark Worthington (scenografo), Denise Hudson (direttrice artistica) ed Ellen Brill (decoratrice di set), per American Horror Story: Hotel

##### Miglior scenografia per una serie in costume
- Donal Woods (scenografo), Mark Kebby (direttore artistico) e Linda Wilson (decoratrice di set), per gli episodi 6x05 e 6x07 di Downton Abbey
  - Howard Cummings (scenografo), Laura Ballinger Gardner (direttrice artistica) e Regina Graves (decoratrice di set), per gli episodi Ten Knots, The Best with the Best to Get the Best e Wonderful Surprises di The Knick
  - Elizabeth H. Gray (scenografa), Valerie Green (direttrice artistica) e Halina Siwolop (decoratrice di set), per gli episodi The Excitement of Release, Surrogates e Party of Four di Masters of Sex
  - Jon Gary Steele (scenografo), Nicki McCallum (direttrice artistica) e Gina Cromwell (decoratrice di set), per gli episodi Alla corte di Re Luigi e Faith di Outlander
  - Warren A. Young (scenografo), Elisabeth Williams (direttrice artistica) e Shirley Inget (decoratrice di set), per l'episodio Aspettando Dutch di Fargo

##### Miglior scenografia per una serie con episodi fino a 30 minuti
- Cat Smith (scenografa), Macie Vener (direttrice artistica) e Susan Mina Eschelbach (decoratrice di set), per gli episodi Kina Hora, The Book of Life e Man on the Land di Transparent
  - Jim Gloster (scenografo), Karen Steward (direttrice artistica) e Kimberly Wannop (decoratrice di set), per gli episodi The Eagle e C**tgate di Veep - Vicepresidente incompetente
  - Denise Ann Pizzini (scenografa) e Don Diers (decoratore di set), per gli episodi L'Ex Factor, Blackout e Single Bell de I Muppet
  - John Shaffner (scenografo), Françoise Cherry-Cohen (direttrice artistica) e Ann Shea (decoratrice di set), per gli episodi La reazione positivo-negativa, La precipitazione dell'orso e La biforcazione della fermentazione di The Big Bang Theory
  - Richard Toyon (scenografo), Oana Bogdan (direttrice artistica) e Jennifer Mueller (decoratrice di set), per gli episodi Two in the Box, Bachmanity Insanity e Daily Active Users di Silicon Valley

##### Miglior scenografia per un programma non-fiction, varietà o reality
- Schuyler Telleen (scenografo) e Katherine Isom (decoratrice di set), per la puntata Family Emergency, Pickathon, Weirdo Beach di Portlandia
  - Anton Goss (scenografo), James Pearse Connelly (scenografo), Zeya Maurer (direttrice artistica), Lydia Smyth (direttrice artistica) e Stephanie Trigg Hines (decoratrice di set), per le puntate Live Finale (Part 2), The Blind Auditions Premiere (Part 2) e Live Semifinal Performances di The Voice
  - Rachel Robb Kondrath (scenografa) e Kellie Jo Tinney (decoratrice di set), per la puntata New Jersey di Drunk History
  - Eugene Lee (scenografo), Akira Yoshimura (scenografo), Keith Ian Raywood (scenografo) e Joe DeTullio (scenografo), per le puntate con Tina Fey, Amy Poehler, Larry David e Peter Dinklage del Saturday Night Live
  - Gary Kordan (scenografo) e Julie Drach (decoratrice di set), per la puntata Y'all Ready For This?, The End di Key & Peele

##### Miglior scenografia per uno speciale non-fiction, varietà o cerimonia di premiazione
- David Korins (scenografo), Joe Celli (direttore artistico) e Jason Howard (decoratore di set), per Grease: Live
  - Hannah Beachler (scenografa), Chris Britt (direttore artistico) e Kim Murphy (decoratrice di set), per Lemonade
  - Alexander Fuller (scenografo) e Lori West (direttrice artistica), per He Named Me Malala
  - Derek McLane (scenografo), Erica Hemminger (direttrice artistica) e Mike Pilipski (decoratore di set), per The Wiz Live!
  - Derek McLane (scenografo), Gloria Lamb (direttrice artistica) e Matt Steinbrenner (direttore artistico), per la cerimonia dei premi Oscar 2016

#### Sigle e grafiche in movimento

##### Miglior design di una sigla
- Patrick Clair, Paul Kim, Jose Limon e Raoul Marks, per L'uomo nell'alto castello
  - Michelle Dougherty, Arisu Kashiwagi, Rod Basham, David Mack, Eric Demeusy e Thomas McMahan, per Jessica Jones
  - Tom O'Neill, Nik Kleverov, David Badounts e Josh Smith, per Narcos
  - Patrick Clair, Jeff Han, Paul Kim e Raoul Marks, per The Night Manager
  - Alan Williams, Michelle Dougherty, Tess Sitzmann, Jon Hassell e Jessica Ledoux, per Vinyl

### Stunt

#### Miglior coordinamento stunt per una serie drammatica, miniserie o film
- Rowley Irlam, per Il Trono di Spade
  - Norman Douglass, per Gotham
  - Cort L. Hessler III, per The Blacklist
  - Philip J. Silvera, per Daredevil
  - Jeff Wolfe, per Rush Hour

#### Miglior coordinamento stunt per una serie commedia o varietà
- Eddie Perez, per Shameless
  - Norman Howell, per Brooklyn Nine-Nine
  - Hiro Koda e Timothy Eulich, per K.C. Agente Segreto
  - Brian Smyj, per il Saturday Night Live
  - Erik Solky, per Angie Tribeca

### Trucco

#### Miglior trucco per una serie single-camera (non prostetico)
- Jane Walker, Kate Thompson, Nicola Mathews, Kay Bilk, Marianna Kyriacou e Pamela Smyth, per l'episodio La battaglia dei bastardi de Il Trono di Spade
  - Nicki Ledermann, Stephanie Pasicov, Sunday Englis, Tania Ribalow, Rachel Geary e LuAnn Claps, per l'episodio Whiplash di The Knick
  - Nicki Ledermann, Tania Ribalow, Sunday Englis, Rachel Geary, Michael Laudati e Cassandra Saulter, per l'episodio pilota di Vinyl
  - Enzo Mastrantonio, Clare Lambe, Caterina Sisto, Lorraine McCrann e Morna Ferguson, per l'episodio Orrori gloriosi di Penny Dreadful
  - Tom McInerney, Katie Derwin, Ciara Scannel, per l'episodio Yol di Vikings

#### Miglior trucco per una serie multi-camera o speciale (non prostetico)
- Scott Wheeler, Suzy Diaz, Jason Hamer, Natalie Thimm e Michael Blake, per la puntata Y'all Ready For This? di Key & Peele
  - Cookie Jordan, Matiki Anoff, Debi Young, Stephanie McGee, Bjorn Rehbein e Christine Domaniecki, per The Wiz Live!
  - Zena Shteysel, Angela Moos, Patti Ramsey Bortoli, Sarah Woolf, Julie Socash e Alison Gladieux, per la puntata Halloween Night di Dancing with the Stars
  - Zena Shteysel, Angela Moos, Julie Socash e Alison Gladieux, per Grease: Live
  - Louie Zakarian, Amy Tagliamonti, Jason Milani, Daniela Zivkovic, Melanie Demitri e Margie Durand, per la puntata con Ryan Gosling del Saturday Night Live

#### Miglior trucco per una miniserie o film (non prostetico)
- Eryn Krueger Mekash, Kim Ayers, Mike Mekash, Silvina Knight, James MacKinnon e Sarah Tanno, per American Horror Story: Hotel
  - Bill Corso, Francisco X. Perez e Sabrina Wilsonper, per All the Way
  - Gail Kennedy, Joanne Preece, Gunther Schetterer e Danielle Hanson, per Fargo
  - Eryn Krueger Mekash, Zoe Hay, Heather Plott, Deborah Huss Humphries, Luis Garcia e Becky Cotton, per The People v. O.J. Simpson: American Crime Story
  - Aimee Stuit, Christa Schoeman, Niqui da Silva, Paige Reeves e Marike Liebetrau, per la prima puntata di Roots

#### Miglior trucco prostetico per una serie, miniserie, film o speciale
- Jane Walker, Sarah Gower, Emma Sheffield, Tristan Versluis e Barrie Gower, per l'episodio Uomini di Ferro de Il Trono di Spade
  - Bill Corso, Francisco X. Perez, Sabrina Wilson e Andrew Clement, per All the Way
  - Nick Dudman, Sarita Allison, Barney Nikolic, Paul Spateri e Dennis Penkov, per l'episodio L'inferno stesso è il mio solo avversario di Penny Dreadful
  - Eryn Krueger Mekash, Mike Mekash, Bradley A. Palmer, Bart Mixon, James MacKinnon, Kevin Kirkpatrick, David Leroy Anderson e Glen Eisner, per American Horror Story: Hotel
  - Greg Nicotero, Jake Garber, Gino Crognale, Kevin Wasner, Garrett Immel, Kerrin Jackson e Carey Jones, per l'episodio Nessuna via d'uscita di The Walking Dead

### Pubblicità

#### Miglior spot televisivo
- Love Has No Labels di Ad Council
  - Dear Peyton di Gatorade
  - Marilyn di Snickers
  - Paper di Honda
  - Year in Search 2015 di Google

### Media interattivi

#### Miglior programma interattivo
- The Late Late Show with James Corden
  - Conan
  - Game of Thrones Main Titles 360 Experience
  - Saturday Night Live Interactive Experience
  - Talking Dead Interactive Experience

## Premi speciali
- Governors Award: American Idol[7]

## Premi della giuria
Categoria in cui eventuali premi, dopo una pre-selezione in cui si scelgono le candidature, vengono assegnati all'unanimità da una giuria di esperti.

### Miglior realizzazione creativa nell'interattività multimediale
- Sottocategoria narrazione multipiattaforma: Archer Scavenger Hunt, distribuito da FX Networks
- Sottocategoria programma interattivo originale: Henry, prodotto da Oculus Story Studio
- Sottocategoria esperienza social: @midnight with Chris Hardwick di Comedy Central
- Sottocategoria esperienza utente e progettazione visiva: Cartoon Network App Experience

### Miglior realizzazione individuale nell'animazione
- Jason Carpenter, scenografo, per He Named Me Malala
- Scott DaRos, animatore, per l'episodio Robot Chicken DC Comics Special III: Magical Friendship di Robot Chicken
- Tom Herpich, illustratore di storyboard, per l'episodio Stakes Pt. 8: The Dark Cloud  di Adventure Time
- Jason Kolowski, scenografo, per l'episodio Bad Jubies  di Adventure Time
- Chris Tsirgiotis, disegnatore di sfondi, per la puntata Punk Show della miniserie Long Live the Royals

### Eccezionali meriti nella produzione di documentari
- Kathryn Bigelow, Molly Thompson, Robert DeBitetto, Tom Yellin e Matthew Heineman, per Cartel Land, distribuito da A&E
- Eva Lipman, George Kunhardt, Teddy Kunhardt, Peter Kunhardt, Sheila Nevins e Jacqueline Glover, per Jim: The James Foley Story, distribuito da HBO
  - Evgeny Afineevsky, Den Tolmor, Lati Grobman e David Dinerstein, per Winter on Fire: Ukraine's Fight for Freedom, distribuito da Netflix
  - Olivia Ahnemann, Fisher Stevens, Dieter Paulmann e John Hoffman, per Racing Extinction, distribuito da Discovery Channel
  - Stanley Nelson, Laurens Grant, Sally Jo Fifer e Lois Vossen, per The Black Panthers: Vanguard of the Revolution (Independent Lens), distribuito da PBS
  - Amy Entelis, Vinnie Malhotra, Maria Cuomo Cole e Amy Ziering, per The Hunting Ground, distribuito dalla CNN

### Miglior coreografia
- Kathryn Burns, per le esibizioni I'm So Good at Yoga, A Boy Band Made Up of Four Joshes e Settle for Me in Crazy Ex-Girlfriend
- Quest Crew, per le esibizioni Runaway Bab, Take U There e Summer Thing in America's Best Dance Crew
  - Derek Hough, per le esibizioni Footprints in the Sand, Grace Kelly e Cry Little Sister in Dancing with the Stars
  - Anthony Morigerato, per l'esibizione Dibidy Dop in So You Think You Can Dance
  - Travis Wall, per le esibizioni Beautiful Friends, November e Gimme All Your Love in So You Think You Can Dance